# Louis XI, le pouvoir fracassé
Pour plus de détails, voir Fiche technique et Distribution.
Louis XI, le pouvoir fracassé est un téléfilm français réalisé par Henri Helman et diffusé le 6 décembre 2011 sur France 3. L'intrigue du film est centrée sur les derniers jours du roi de France Louis XI.
Alors qu'il s'apprête à nommer sa fille Anne de France régente du royaume, le roi Louis XI apprend qu'un complot se trame contre lui.

## Synopsis
En août 1483, un mystérieux messager se présente en Touraine, au château où Louis XI demeure. Le vieux roi, affaibli par la maladie, accepte de le recevoir. Le messager révèle un complot étonnant : le souverain doit être assassiné le jour même, lors de son Conseil, selon un plan mis au point par Louis d’Orléans et exécuté par ses propres ministres. En effet, le duc d'Orléans, qui s'est marié selon la politique du roi avec Jeanne de France et dont le duché résiste encore à la Couronne de France, désire en finir avec le règne de ce roi, en faveur d'autres seigneurs qui ont perdu leurs privilèges au profit des villes, des bourgeois et du commerce. Pourtant, Louis XI, grand homme d'État, résiste à cette féodalité qui empêche l'unité du royaume. Grâce à l'organisation magnifique du château et au réseau d'espions, il n'est pas difficile pour le roi de tout connaître, sans délai. Quoique la maladie progresse, même s'il le nie, Louis XI continue à régner jusqu'à sa mort, car il s'agit du métier du roi. Il ne survit qu'à son ultime combat : confondre les traîtres, les punir, et dévoiler ce qui a toujours été son intention : faire de sa fille aînée, Anne de France, qu'il prépare depuis longtemps, la régente du royaume de France. En dépit de son jeune âge, c'est elle qui poursuivra l'œuvre de son père.

## Fiche technique
- Réalisation : Henri Helman
- Scénario : Henri Helman et Pierre Moustiers
- Adaptation et dialogues : Jacques Santamaria
- Photographie : Bernard Malaisy
- Musique : Cyril Morin
- Pays :  France
- Production :
- Durée : 100 minutes

## Acteurs
- Jacques Perrin : Louis XI
- Florence Pernel : Anne de France
- Gaëlle Bona : Jeanne de France
- Bruno Debrandt : Louis d'Orléans
- Jean-Pierre Malo : Capitaine Guillaume
- Denis Sylvain : Pierre de Beaujeu
- Grégory Fitoussi : Clément de Saudre
- Éric Bougnon : Sauveterre
- Roland Copé : Archevêque de Bellême
- Mathieu Simonet : Philippe d'Anjou
- Eric Chabot : Augier de Brie
- Maël Grenier : Tristan L'Hermite
- Arnaud Le Comte : Jean de Champagne
- Jean-Christophe Brétignière : Pierre de Rohan
- Pascal Lévêque : Richard de Berulle
- Philippe Valmont : Henri de Bologne
- Christophe Hamon : Arnaud de Berluyier
- Cyril Long : Monfortier
- Joël Pyrene : Berthier
- Jeff : Gauthier
- François Aubineau : Vallet Gilles

Avec la participation des musiciens
- Le Chanteur : Olivier de Narnaud
- Flûte : Augusto de Alencar
- Vièles : Jean-Luc Lenoir, Albert Waroquy
- Luth : Guy Robert

## Autour du téléfilm
- Une partie de l'action utilise comme cadre le château du Plessis-Bourré, en Maine-et-Loire.
- Pour son rôle de Louis XI, Jacques Perrin a reçu le prix d'interprétation masculine au Festival du film de télévision de Luchon 2011[2].
- Henri Helman, en lisant la biographie de Paul Murray Kendall, Louis XI, l'universelle araigne (1974), découvre un roi moins cruel que celui du mythe romantique (tyran laid, fourbe et cruel avec ses « fillettes ») de l'époque moderne et tente de donner une image plus positive dans le téléfilm.
- Un des sujets de ce téléfilm est l'héritage transmis aux jeunes. Jacques Perrin précisa, lors du tournage, qu'il jouait dans ce film parce qu'il avait des enfants de 11 et de 15 ans[3]. Il est vrai que « la France qu'il (Louis XI) laisse à son fils (ayant 13 ans) en 1483 est une France prospère, une France qui a achevé la reconstruction si largement amorcée sous Charles VII. Et surtout une France en paix »[4].

## Discographie
- DVD 1004098-EDV820 (février 2012), durée 1 h 35, avec les participations de France Télévisions, de TV5 Monde et du Centre national du cinéma et de l'image animée (France) ainsi que les soutiens de la région des Pays de la Loire et de la Procirep (France).